# Schisandra
Лимонник (Schisandra) — рід листопадних або вічнозелених рослин родини Лимонникові (Schisandraceae). Кущі, що завиваються на іншу рослинність.

Ряд авторів включили рослини в Бадьянові (Illiciaceae).
Schisandra (зазвичай помилково пишеться як Schizandra) родом з Азії та Північної Америки, з центром різноманітності видів у Китаї.
Деякі види зазвичай вирощують у садах як декоративні рослини. Це витривалий листяний альпініст, який процвітає майже в будь-якому грунті; його найкраще розташування — на захищеній тінистій стіні. Можна розмножувати обрізанням напівстиглих пагонів у серпні.
Лимонник китайський (Schisandra chinensis) — листопадна дводомна ліана, цінна лікарська рослина, що виростає на Далекому Сході. Як лікарську сировину використовується як сама ліана, так і плід лимонника. Довжина ліани — до 10-15 м в сприятливих умовах. Запилюються переважно галицями та трипсами.

## Види
1. Schisandra arisanensis - S China incl Taiwan
2. Schisandra bicolor - Guangxi, Hunan, Yunnan, Zhejiang
3. Schisandra chinensis - Russian Far East, NE China, Korea, Japan
4. Schisandra elongata - Java
5. Schisandra glabra - Hidalgo, United States (LA AR MS AL TN KY GA FL SC NC)
6. Schisandra glaucescens - Chongqing, Hubei
7. Schisandra grandiflora - Tibet, Sikkim, Nepal, Bhutan, Assam, Uttarakhand
8. Schisandra henryi - S China
9. Schisandra incarnata - Hubei
10. Schisandra lancifolia - Sichuan, Yunnan
11. Schisandra longipes - Guangdong, Guangxi
12. Schisandra macrocarpa - Yunnan
13. Schisandra micrantha - Manipur, Yunnan, Myanmar
14. Schisandra neglecta - Sikkim, Nepal, Bhutan, Assam, Myanmar, Yunnan
15. Schisandra parapropinqua - Guizhou, Yunnan
16. Schisandra perulata - Thailand, Vietnam
17. Schisandra plena - Arunachal Pradesh, Yunnan
18. Schisandra propinqua - China, Assam, Nepal, Myanmar, Thailand, Java, Bali
19. Schisandra pubescens - Sichuan, Hubei
20. Schisandra pubinervis - Hubei, Sichuan
21. Schisandra repanda - Korea, Japan
22. Schisandra rubriflora - Arunachal Pradesh, Yunnan, Myanmar, Sichuan
23. Schisandra sphaerandra - Sichuan, Yunnan
24. Schisandra sphenanthera - China
25. Schisandra tomentella - Sichuan

## Галерея

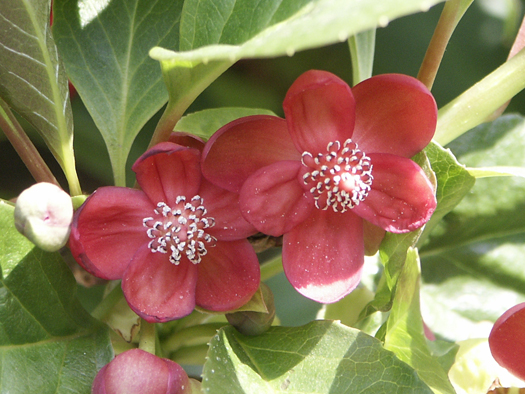
Schisandra rubriflor
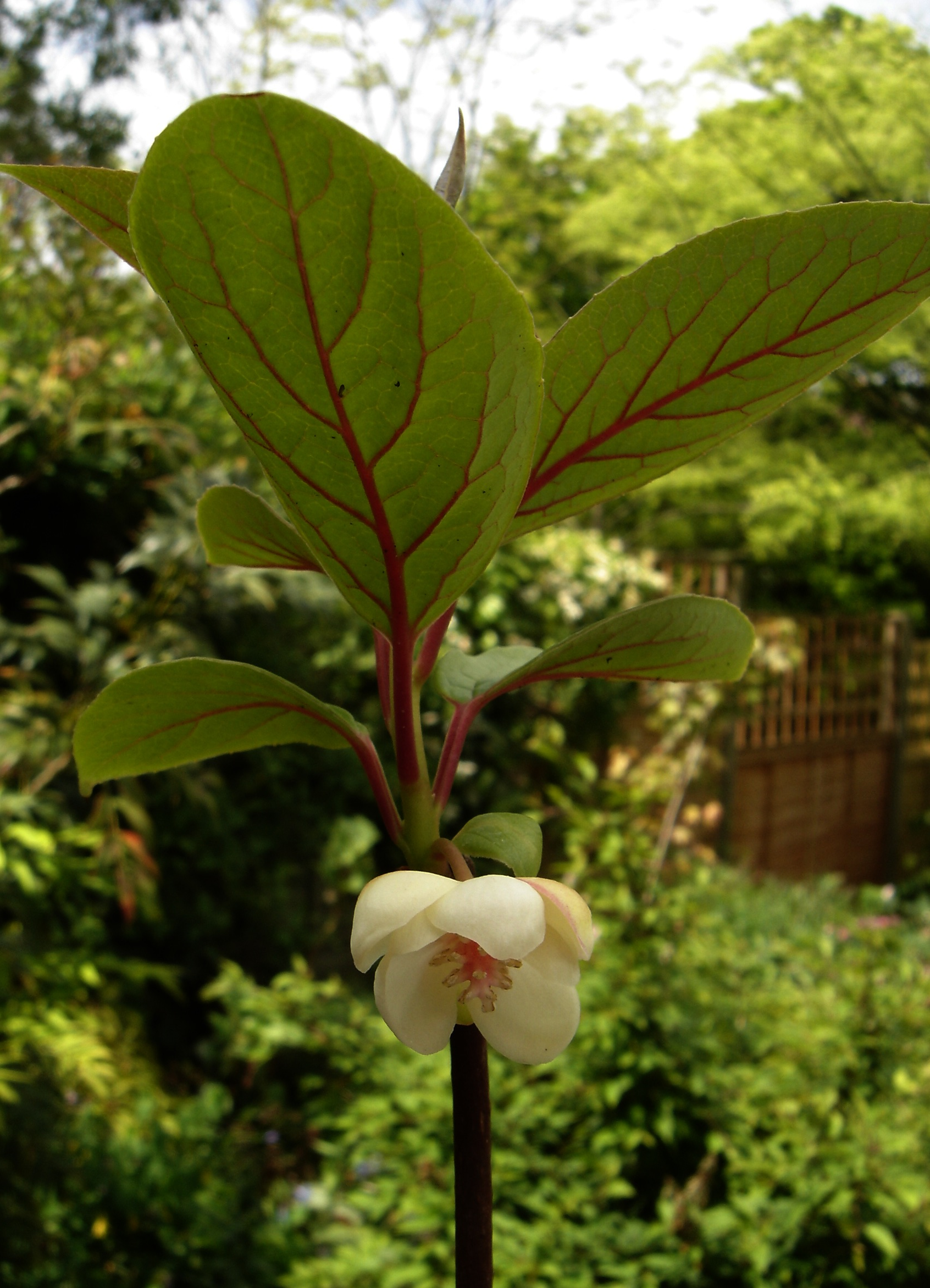
Schisandra grandiflora
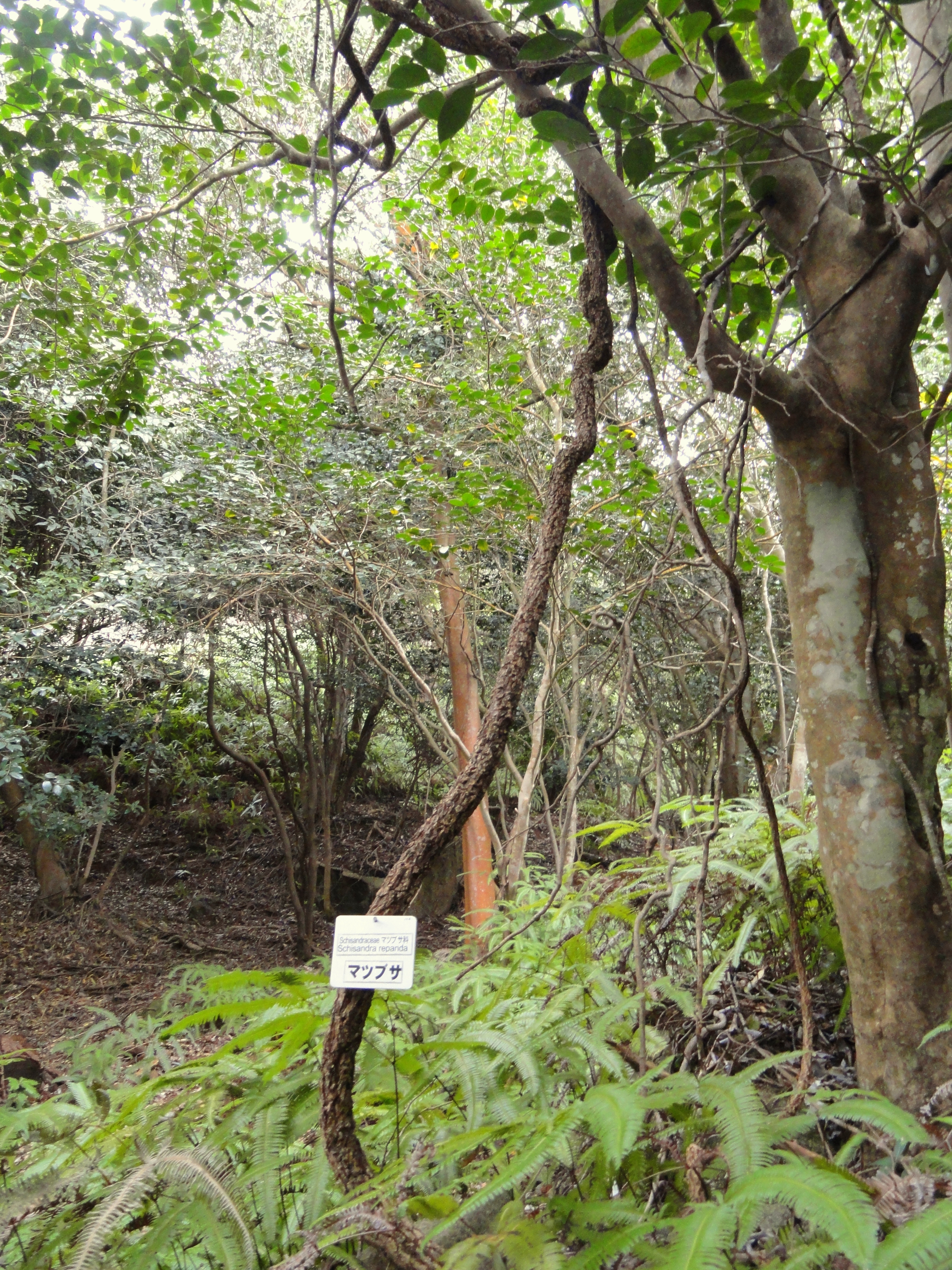
Schisandra repanda
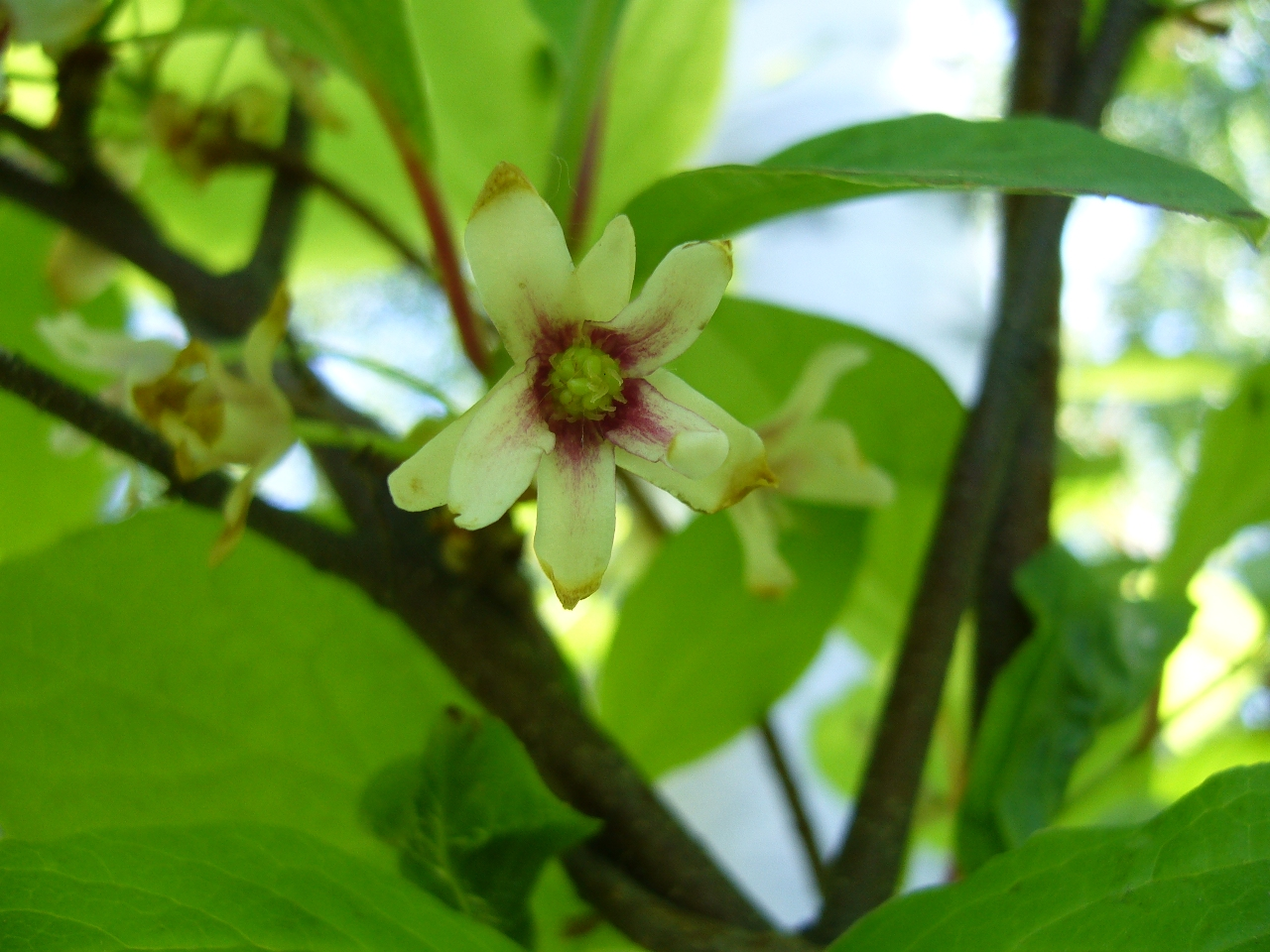
Schisandra chinensis
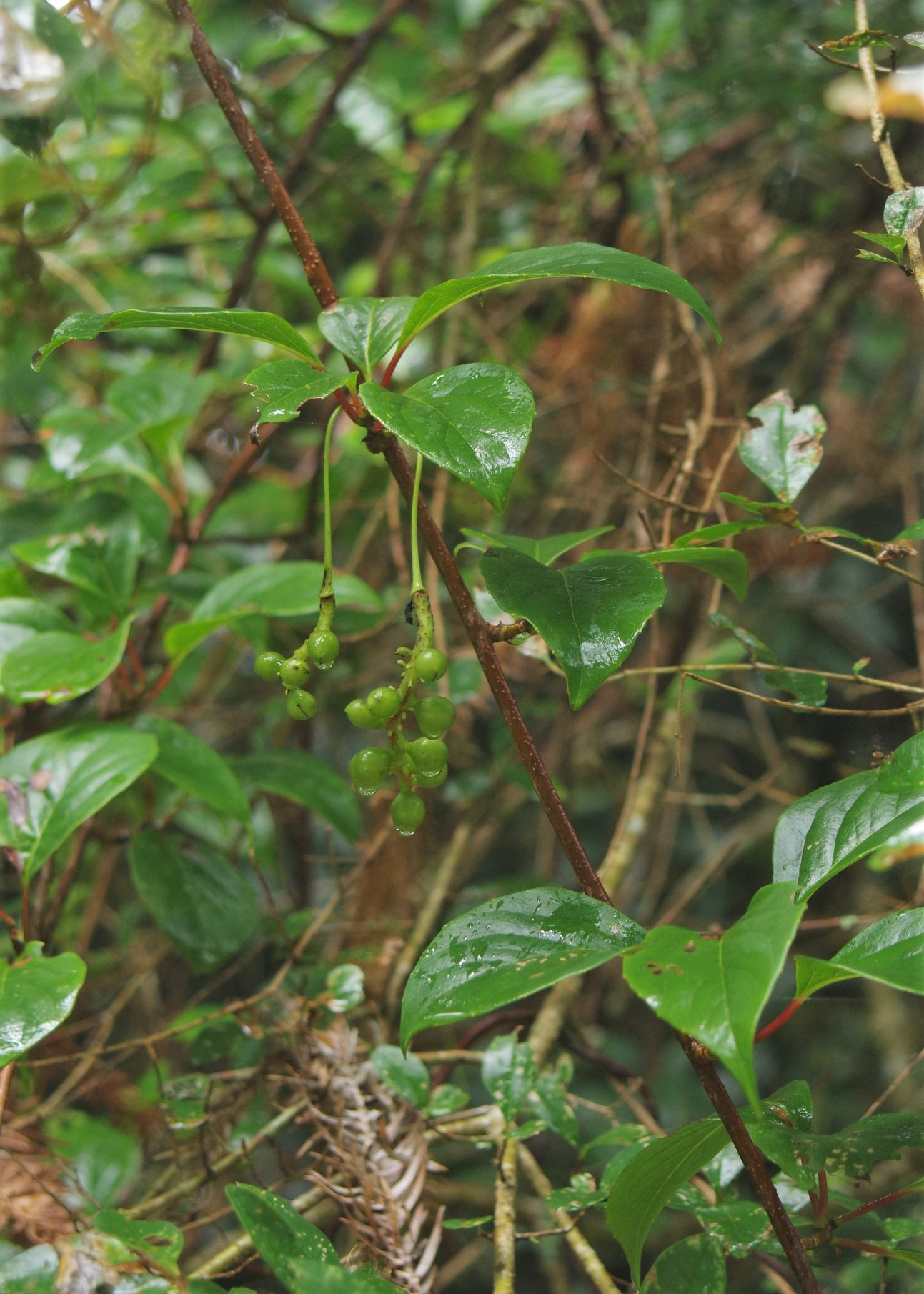
Schisandra arisanensis
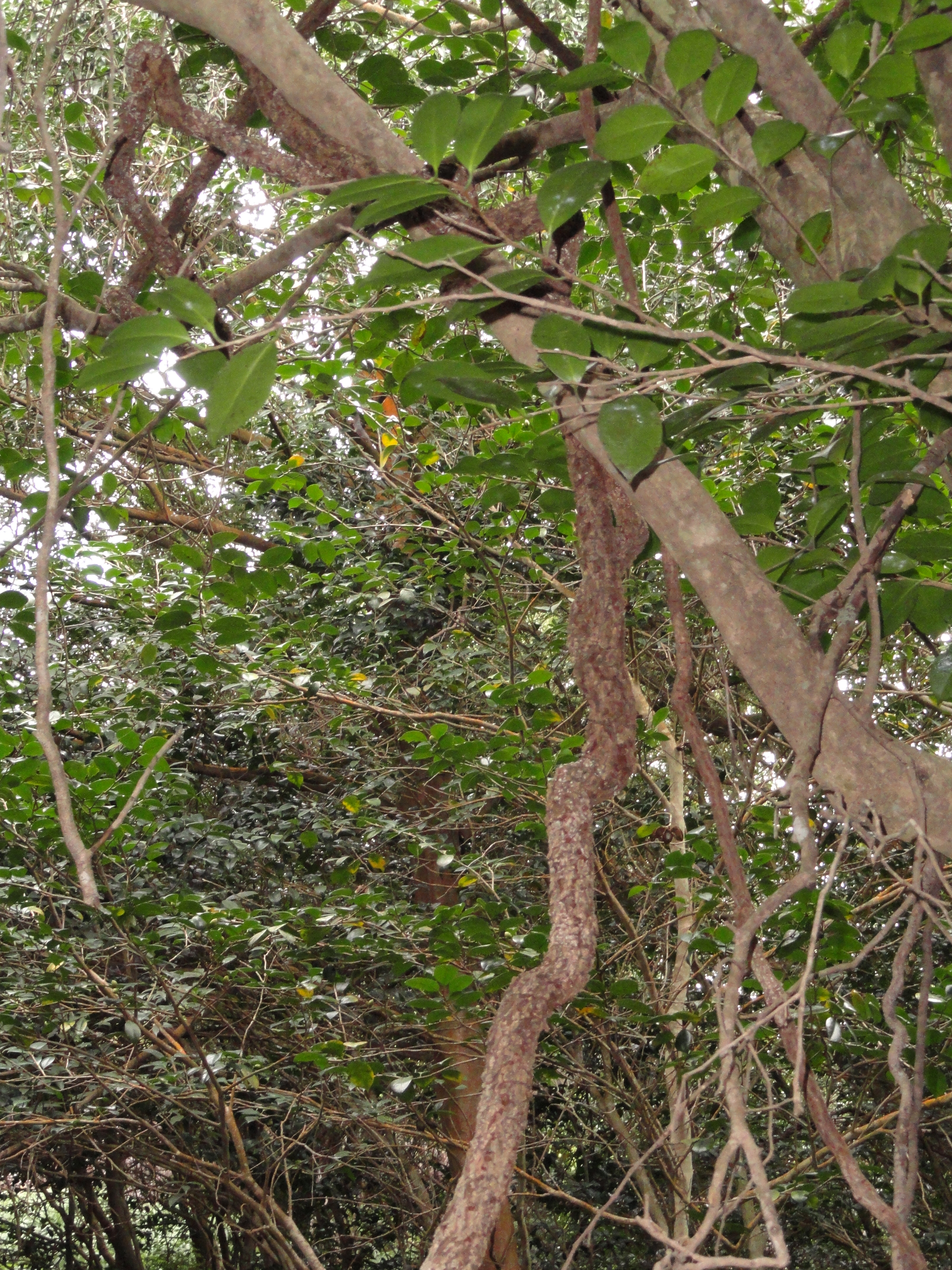
Schisandra repanda
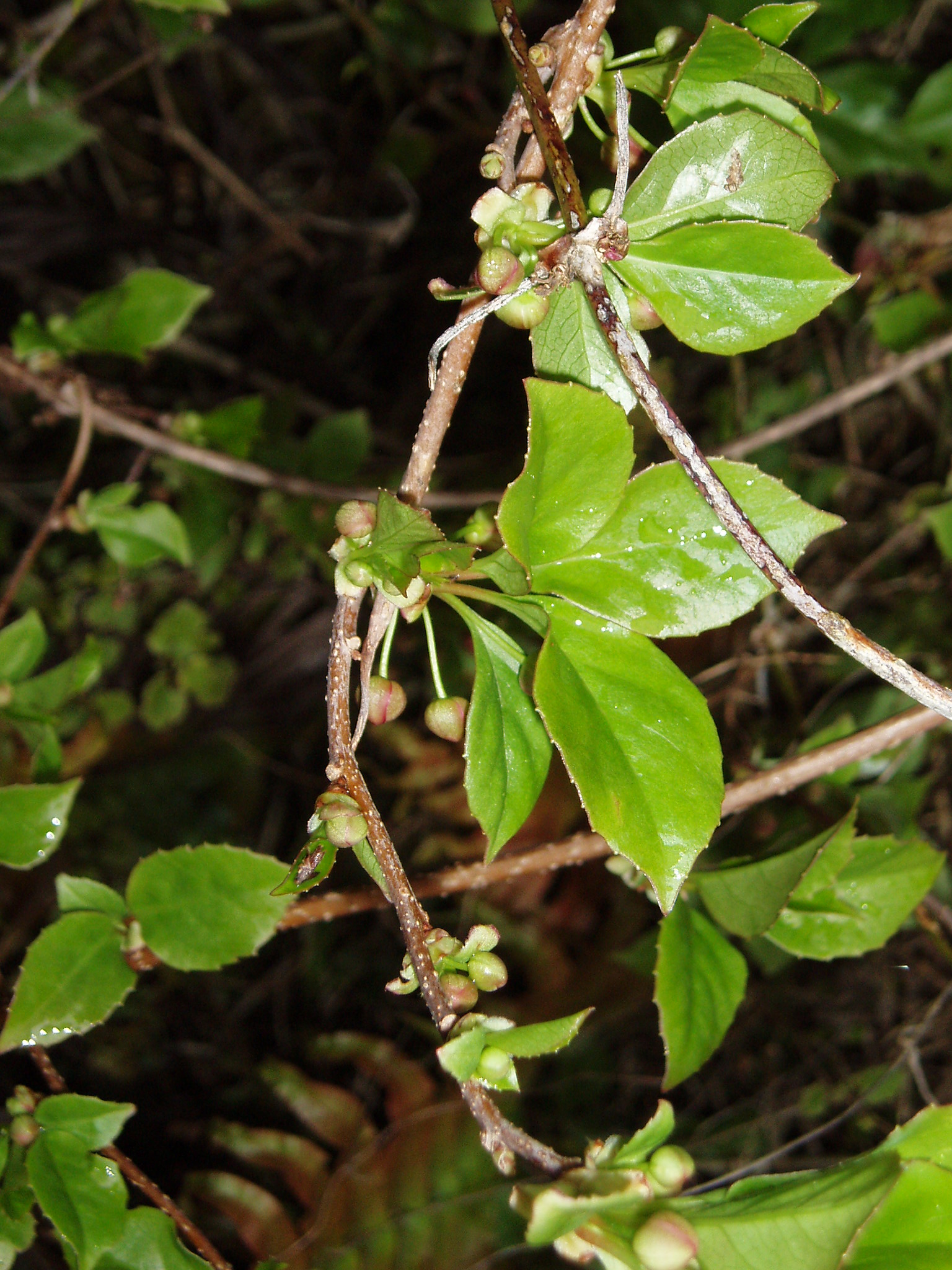
Schisandra sphenanthera